# 台北市立交響楽団
台北市立交響楽団（タイペイ/たいほく しりつこうきょうがくだん、繁体字広東語: 臺北市立交響樂團、英: Taipei Symphony Orchestra)は、台湾台北市のオーケストラ。

## 概要
1969年に設立され、当初は30名ほどの楽員でスタートしたが、100名規模にまで編成を拡大した。

1979年から台北音楽祭を立ち上げ、国際的に有名なオーケストラを招待するとともに、台北市立交響楽団はカルメン、ラ・ボエーム、椿姫などのオペラ公演に力を入れる。

海外公演は、1985年を皮切りにオーストリア、フランス、スペイン、ドイツ、ロシア、日本など各国で開催している。

2019年から2022年までエリアフ・インバルが首席指揮者を務め、マーラーの交響曲全曲を演奏、ベートーヴェン、ブルックナー、ブラームスの交響曲などを録音している。

## 歴代首席指揮者等
- 鄧昌国（1969年－1973年）
- 陳暾初（1973年－1986年）
- 陳秋生（1986年－2003年）音楽監督
- アンドラス・リゲティ（2005年－2006年）音楽監督
- マルティン・フィッシャー＝ディースカウ（2008年－2011年）
- ギルバート・ヴァルガ（2013年－2018年）
- エリアフ・インバル（2019年－2022年）2023年から桂冠指揮者
- アレクサンダー・リーブライヒ (2026年 - ) 次期首席指揮者[6][7]